# Forza Motorsport 4
Forza Motorsport 4 è il quarto capitolo dell'omonima serie di videogiochi di guida. La demo promozionale del gioco è uscita il 3 ottobre 2011 per i clienti Xbox Live.

## Sviluppo
Forza Motorsport 4 utilizza la scansione laser delle vetture al posto della precedente scansione tramite braccio meccanico e sfrutta l'accordo con l'italiana Pirelli per rendere più realistico il comportamento degli pneumatici e del motore fisico del gioco mediante l'aggiunta del trasferimento di carico.
Il videogioco introduce la registrazione separata dell'aspirazione, dello scarico e del funzionamento del motore.
Per quanto concerne i circuiti si è utilizzato il sistema GPS per la campionatura delle proporzioni della pista e diverse riprese delle stesse per un periodo di circa 2-3 giorni ciascuna, mentre per quanto riguarda le periferiche sarà supportato il Kinect e l'head tracking, ovverosia lo spostamento della visuale con il movimento del capo.
Il gioco mette a disposizione circa 500 vetture di 80 costruttori differenti; la Turn 10 ha assicurato la presenza di Jeremy Clarkson o perlomeno della sua voce per la descrizione dei dettagli delle diverse vetture, l'introduzione di un nuovo sistema di luci e ombreggiature che dovrebbe aumentare la fedeltà alla realtà di 10 volte superiore rispetto all'edizione precedente e della possibilità di gareggiare sul Circuito di Top Gear con la Kia Cee'd per stabilire tempi di percorrenza sempre migliori.
Per i suoni delle gomme hanno preso in prestito una Tesla Roadster per registrare alcuni suoni puliti mentre scivoli ed esegui i burnout.
Per via della grande mole di vetture presenti nel gioco, questo verrà distribuito su 2 DVD: il primo sarà il DVD di gioco contenente 250 vetture, il secondo installerà sull'hard disk della console le rimanenti auto.

## Modalità di gioco

### Carriera
Questa modalità è la modalità principale di Forza Motorsport 4. Questa permette di scegliere una vettura tra quelle indicate per poi usarla per iniziare a gareggiare. Ad ogni vittoria conseguita riceveremo dei CR (valuta virtuale per comprare elementi nel gioco), PE (punti esperienza del pilota) e PE di affinità con la casa produttrice della macchina (al salire di ogni livello si otterranno degli sconti sulla modifica della vettura per i pezzi provenienti dalla stessa casa produttrice del veicolo).
In questa modalità è possibile modificare molti aspetti del proprio veicolo, ad esempio si potranno modificare le componentistiche interne come la frizione, ma sarà possibile anche modificarne l'aspetto esteriore, montando alettoni, nuovi cerchioni e altro ancora. Sarà possibile personalizzare la vettura fin nei più minimi dettagli, scegliendo con la massima precisione la sfumatura e la luminosità del colore. Inoltre si potranno applicare dei disegni sulle fiancate e su altre parti della macchina. Esiste anche una modalità che permette di creare vinile personalizzati sovrapponendo diversi strati di immagini scelte dal menù.
Oltre a modificare la propria auto, sarà possibile anche comprarne di nuove sfruttando i CR vinti.
La Community Online svolge una parte molto importante in questa modalità, infatti gli utenti potranno mettere all'asta le proprie macchine, le decorazioni fatte e le proprie personalizzazioni meccaniche.
Oltre alle gare classiche, saranno presenti anche gare particolari sulle piste di Top Gear dove il pilota dovrà abbattere più birilli possibili con la propria auto per ottenere un punteggio più alto di quello fissato.

### Rivali
Questa modalità permette al giocatore di sfidare un "fantasma" (registrazione sul circuito di un altro giocatore) avversario. Lo scopo è di ottenere un tempo migliore o un punteggio più alto.
Una volta battuto il fantasma, il giocatore sconfitto verrà notificato tramite una mail automatica inviata dal gioco.

### Autovista
Autovista è la modalità che ci permette di esplorare le auto riprodotte con modelli incredibilmente dettagliati camminandoci attorno, aprendo portiere e salendoci sopra. Sono presenti informazioni sulle caratteristiche tecniche narrate da Jeremy Clarkson di Top Gear. Oltre a una manciata d'auto disponibili fin dall'inizio se ne possono sbloccare di nuove, superando una prova specifica alla guida delle stesse.

## Auto

### Auto del gioco base
- 1980 Abarth 131 Abarth
- 2010 Abarth 500 esseesse
- 2008 Acura #15 Lowe's Fernandez ARX-01b
- 2008 Acura #26 Andretti-Green Racing ARX-01b
- 2008 Acura #66 de Ferran Motorsports ARX-01b
- 2009 Acura #66 de Ferran Motorsport ARX-02a
- 2009 Acura #66 de Ferran Motorsport Jim Hall Tribute ARX-02a
- 2001 Acura Integra Type-R
- 1997 Acura NSX
- 2005 Acura NSX
- 2002 Acura RSX Type-S
- 2010 Acura TSX V6
- 2007 Alfa Romeo 8C Competizione
- 2009 Alfa Romeo Brera Italia Independent
- 1965 Alfa Romeo Giulia Sprint GTA Stradale
- 2008 Alfa Romeo MiTo
- 1971 AMC Javelin-AMX
- 2009 Aston Martin #007 Aston Martin Lola
- 2006 Aston Martin #007 Aston Martin Racing DBR9
- 2008 Aston Martin #009 Aston Martin Racing DBR9
- 2011 Aston Martin #6 Muscle Milk Aston Martin Lola
- 1964 Aston Martin DB5 Vantage
- 2005 Aston Martin DB9 Coupe
- 1958 Aston Martin DBR1
- 2008 Aston Martin DBS
- 2010 Aston Martin One-77
- 2010 Aston Martin Rapide
- 1977 Aston Martin V8 Vantage
- 2001 Aston Martin V12 Vanquish
- 2010 Aston Martin V12 Vantage
- 2011 Audi #02 Audi A4 Touring Car
- 2011 Audi #03 Audi A4 Touring Car
- 2011 Audi #04 Audi A4 Touring Car
- 2011 Audi #05 Audi A4 Touring Car
- 2011 Audi #06 Audi A4 Touring Car
- 2006 Audi #2 Audi Sport North America R8
- 2008 Audi #2 Audi Sport North America R10 TDI
- 2009 Audi #2 Audi Sport Team Joest R15 TDI
- 2011 Audi #4 Forza Motorsport R10 TDI
- 2004 Audi #8 ABT TT-R
- 2009 Audi Q7 V12 TDI
- 2008 Audi R8
- 2010 Audi R8 5.2 FSI quattro
- 2009 Audi R8 LMS
- 1995 Audi RS 2 Avant
- 2006 Audi RS 4
- 2003 Audi RS 6
- 2009 Audi RS 6
- 2000 Audi S4
- 2004 Audi S4
- 2010 Audi S4
- 2007 Audi S5
- 1983 Audi Sport quattro
- 2004 Audi TT Coupé 3.2 quattro
- 2007 Audi TT Coupé S-Line
- 2010 Audi TT RS Coupé
- 2005 BMW #2 BMW M3 GTR
- 2001 BMW #6 Prototype Technology Group M3 GTR
- 2005 BMW #15 BMW V12 LMR
- 2010 BMW #79 Jeff Koons BMW M3 GT2 Art Car
- 2009 BMW #92 Rahal Letterman Racing M3 GT2
- 2009 BMW 135i Coupé
- 1973 BMW 2002 Turbo
- 1971 BMW 3.0 CSL
- 1981 BMW M1
- 1991 BMW M3
- 1997 BMW M3
- 2005 BMW M3
- 2008 BMW M3
- 2002 BMW M3-GTR
- 1988 BMW M5
- 2003 BMW M5
- 2009 BMW M5
- 2012 BMW M5
- 2010 BMW M6 Coupe
- 1986 BMW M635CSi
- 2011 BMW X5 M
- 2010 BMW X6 M
- 2002 BMW Z3 M Coupe
- 2010 BMW Z4 GT3
- 2008 BMW Z4 M Coupe
- 2011 BMW Z4 sDrive35is
- 2000 BMW Z8
- 2003 Bentley #7 Team Bentley Speed 8
- 2004 Bentley Continental GT
- 2010 Bentley Continental Supersports
- 2010 Bertone Mantide
- 1992 Bugatti EB110 SS
- 2009 Bugatti Veyron 16.4
- 1987 Buick Regal GNX
- 2002 Cadillac #6 Team Cadillac Northstar LMP-02
- 2004 Cadillac CTS-V
- 2009 Cadillac CTS-V
- 2011 Cadillac CTS-V Coupe
- 2011 Chevrolet #04 Chevrolet Racing Monte Carlo SS Stock Car
- 2004 Chevrolet #3 Corvette Racing C5.R
- 2006 Chevrolet #4 Corvette Racing C6.R
- 2010 Chevrolet #55 Level 5 Motorsports Oreca FLM09
- 2010 Chevrolet #89 Intersport Racing Oreca FLM09
- 2010 Chevrolet #99 Green Earth Team Gunnar Oreca FLM09
- 2002 Chevrolet Camaro 35th Anniversary SS
- 1990 Chevrolet Camaro IROC-Z
- 2010 Chevrolet Camaro SS
- 1969 Chevrolet Camaro SS Coupe
- 1969 Chevrolet Camaro Z28
- 1970 Chevrolet Camaro Z28
- 1979 Chevrolet Camaro Z28
- 1970 Chevrolet Chevelle SS-454
- 2010 Chevrolet Cobalt SS Turbocharged
- 1960 Chevrolet Corvette
- 1996 Chevrolet Corvette Grand Sport
- 2010 Chevrolet Corvette Grand Sport
- 1967 Chevrolet Corvette Stingray 427
- 2002 Chevrolet Corvette Z06
- 2006 Chevrolet Corvette Z06
- 1970 Chevrolet Corvette ZR-1
- 2009 Chevrolet Corvette ZR1
- 1970 Chevrolet El Camino SS 454
- 1964 Chevrolet Impala SS 409
- 2011 Chevrolet Spark
- 2011 Chevrolet Volt
- 2008 Chrysler 300C SRT-8
- 2006 Chrysler Crossfire SRT6
- 2004 Chrysler PT Cruiser GT
- 2011 Citroen C1
- 2009 Citroen C4 VTS
- 2011 Citroen DS3
- 1971 De Tomaso Pantera
- 1971 DeLorean DMC-12
- 2010 Devon GTX
- 2008 Dodge #2 Mopar Dodge Viper Competition Coupe
- 2008 Dodge #11 Primetime Racing Group Viper Competition
- 2000 Dodge #91 Team Oreca Dodge Viper GTS-R
- 2003 Dodge #126 Team Zakspeed Viper GTS-R
- 1970 Dodge Challenger R/T
- 2009 Dodge Challenger SRT8
- 2012 Dodge Challenger SRT8 392
- 1969 Dodge Charger Daytona HEMI
- 1969 Dodge Charger R/T
- 2006 Dodge Charger SRT8
- 2006 Dodge Ram SRT10
- 1996 Dodge Stealth R/T Turbo
- 2003 Dodge Viper Competition Coupe
- 1999 Dodge Viper GTS ACR
- 2003 Dodge Viper SRT-10
- 2008 Dodge Viper SRT10 ACR
- 1998 Eagle Talon TSi Turbo
- 1998 Ferrari #12 Risi Competizione F333 SP
- 2006 Ferrari #62 Risi Competizione F430GT
- 2010 Ferrari #83 Risi Competizione F430GT
- 2010 Ferrari #89 Hankok Team Farnbacher F430GT
- 2008 Ferrari #90 Farnbacher Racing F430GT
- 1957 Ferrari 250 California
- 1964 Ferrari 250 GTO
- 1957 Ferrari 250 Testa Rossa
- 1967 Ferrari 330 P4
- 1999 Ferrari 360 Modena
- 1968 Ferrari 365 GTB/4
- 2007 Ferrari 430 Scuderia
- 2010 Ferrari 458 Italia
- 1991 Ferrari 512 TR
- 2002 Ferrari 575M Maranello
- 2006 Ferrari 599 GTB Fiorano
- 2011 Ferrari 599 GTO
- 2010 Ferrari 599XX
- 2004 Ferrari 612 Scaglietti
- 2011 Ferrari 599 GTO
- 2009 Ferrari California
- 2003 Ferrari Challenge Stradale
- 1969 Ferrari Dino GT
- 2002 Enzo Ferrari
- 1994 Ferrari F355 Berlinetta
- 1995 Ferrari F355 Challenge
- 1987 Ferrari F40
- 1989 Ferrari F40 Competizione
- 2004 Ferrari F430
- 1995 Ferrari F50
- 1996 Ferrari F50 GT
- 2011 Ferrari FF
- 1984 Ferrari GTO
- 2010 Fiat Punto Evo Sport
- 2011 Ford #05 Ford Racing Fusion Stock Car
- 2011 Ford #4 IRWIN Racing FG Falcon
- 2011 Ford #5 Ford Performance Racing FG Falcon
- 2011 Ford #9 SP Tools Racing FG Falcon
- 2011 Ford #17 Dick Johnson Racing Team FG Falcon
- 2011 Ford #19 Mother Energy Racing Team FG Falcon
- 2009 Ford #40 Robertson Racing Ford GT Mk 7
- 1992 Ford Escort RS Cosworth
- 2009 Ford Fiesta Zetec S
- 2009 Ford Focus RS
- 2006 Ford Focus ST
- 2010 Ford Fusion Sport
- 2005 Ford GT
- 1966 Ford GT40 Mk II
- 2011 Ford Ka
- 1970 Ford Mustang Boss 429
- 2000 Ford Mustang Cobra R
- 2005 Ford Mustang GT
- 1978 Ford Mustang King Cobra
- 1971 Ford Mustang Mach 1
- 1985 Ford RS200 Evolution
- 1993 Ford SVT Cobra R
- 2003 Ford SVT Focus
- 2007 Ford Shelby GT500
- 2010 Ford Shelby GT500
- 1987 Ford Sierra Cosworth RS500
- 2010 Ford Taurus SHO
- 1957 Ford Thunderbird
- 1973 Ford XB Falcon GT
- 1991 GMC Syclone
- 2010 Gumper Apollo S
- 2011 Holden #1 Toll Holden Racing Team Commodore VE
- 2011 Holden #8 Team BOC Commodore VE
- 2011 Holden #11 Pepsi Max Crew Commodore VE
- 2011 Holden #33 Fujitsu Racing GRM Commodore VE
- 2011 Holden #88 Team Vodafone Commodore VE
- 2009 Holden HSV w427
- 2005 Honda #18 TAKATA DOME NSX
- 1995 Honda CR-X Del Sol SiR
- 1991 Honda CR-X SiR
- 1994 Honda Civic 1.5 VTi
- 1999 Honda Civic Si Coupe
- 2006 Honda Civic Si Coupe
- 1997 Honda Civic Type R
- 2004 Honda Civic Type-R
- 2007 Honda Civic Type-R
- 2009 Honda Fit Sport
- 2000 Honda Integra Type-R
- 2002 Honda Integra Type-R
- 2004 Honda Mugen Civic Type-R
- 2010 Honda Mugen Civic Type-R 3D
- 2002 Honda Mugen Integra Type-R
- 1992 Honda NSX-R
- 2005 Honda NSX-R
- 2005 Honda NSX-R GT
- 2000 Honda Prelude SiR
- 2003 Honda S2000
- 2006 Hummer H1 Alpha
- 2010 Hyundai Forza Motorsport Genesis Coupe
- 2010 Hyundai Genesis Coupe
- 2011 Hyundai Rhys Millen Racing Genesis Coupe
- 2003 Hyundai Tuscani Elisa
- 2011 Hyundai ix20
- 2003 Infiniti G35 Coupe
- 2008 Infiniti G37 Coupe Sport
- 2010 Jaguar #33 RSR XKR GT
- 1956 Jaguar D-Type
- 1961 Jaguar E-Type S1
- 2010 Jaguar XFR
- 1993 Jaguar XJ200
- 2009 Jaguar XKR-S

- 2009 Jeep Grand Cherokee SRT8
- 2010 Joss JT1
- 2011 Kia cee'd
- 2010 Kia Forte Koup SX
- 2002 Koenigsegg CC8S
- 2008 Koenigsegg CCGT
- 2006 Koenigsegg CCX
- 1988 Lamborghini Countach LP5000 QV
- 1999 Lamborghini Diablo GTR
- 1997 Lamborghini Diablo SV
- 2005 Lamborghini Gallardo
- 2007 Lamborghini Gallardo Superleggera
- 2006 Lamborghini Miura Concept
- 1967 Lamborghini Miura P400
- 2005 Lamborghini Murciélago
- 2007 Lamborghini Murciélago LP640
- 2010 Lamborghini Murciélago LP 670-4 SV
- 2008 Lamborghini Reventòn
- 2011 Lamborghini Sesto Elemento
- 1982 Lancia 037 Stradale
- 1992 Lancia Delta Integrale EVO
- 1974 Lancia Stratos HF Stradale
- 2008 Land Rover Range Rover Supercharged
- 2010 Lexus #1 PETRONAS TOM'S SC430
- 2008 Lexus #25 ECLIPSE ADVAN SC430
- 2008 Lexus #6 ENEOS SC430
- 2011 Lexus CT200h
- 2009 Lexus IS F
- 2003 Lexus IS300
- 2006 Lexus IS350
- 2010 Lexus LF-A
- 2002 Lexus SC430
- 1999 Lotus 1999 Lotus Elise Sport
- 2009 Lotus 2-Eleven
- 1990 Lotus Carlton
- 1971 Lotus Elan Sprint
- 2005 Lotus Elise 111S
- 1980 Lotus Esprit Turbo
- 2002 Lotus Esprit V8
- 2009 Lotus Evora
- 2009 Lotus Evora Type 124 Endurance Race Car
- 2006 Lotus Exige Cup 240
- 2005 Maserati #15 JMB Racing MC12
- 2006 Maserati GranSport
- 2010 Maserati GranTurismo S
- 2004 Maserati MC12
- 2009 Mazda #16 Dyson Racing B09/86
- 2010 Mazda #16 Dyson Racing B09/86
- 2011 Mazda 2
- 2005 Mazda Axela Sport 23S
- 2008 Mazda Furai
- 2009 Mazda Mazdaspeed 3
- 2010 Mazda Mazdaspeed 3
- 1994 Mazda Mazdaspeed Familia
- 2001 Mazda Mazdaspeed Roadster
- 1994 Mazda MX-5 Miata
- 2007 Mazda MX-5 Roadster Coupe
- 2010 Mazda MX-5 Superlight
- 1997 Mazda RX-7
- 2002 Mazda RX-7 Spirit R Type-A
- 2002 Mazda RX-8 Mazdaspeed
- 1990 Mazda Savanna RX-7
- 1998 McLaren #41 Gulf Team Davidoff McLaren F1 GTR
- 1997 McLaren #43 Team BMW McLaren F1 GTR
- 1993 McLaren F1
- 1993 McLaren F1 GT
- 2011 McLaren MP4-12C
- 1990 Mercedes-Benz 190E 2.5-16 Evolution II
- 1954 Mercedes-Benz 300SL Gullwing Coupe
- 2009 Mercedes-Benz A200 Turbo Coupe
- 1998 Mercedes-Benz AMG Mercedes CLK GTR
- 2004 Mercedes-Benz C32 AMG
- 2010 Mercedes-Benz C32 AMG
- 2010 Mercedes-Benz CL 65 AMG
- 2003 Mercedes-Benz CLK55 AMG Coupe
- 2010 Mercedes-Benz E 63 AMG
- 2009 Mercedes-Benz ML 63 AMG
- 2008 Mercedes-Benz Mercedes-AMG C-Class Touring Car
- 2009 Mercedes-Benz SL 65 AMG Black Series
- 2010 Mercedes-Benz SLK 55 AMG
- 2005 Mercedes-Benz SLR
- 2009 Mercedes-Benz SLR Stirling Moss
- 2011 Mercedes-Benz SLS AMG
- 1970 Mercury Cougar Eliminator
- 2003 Mini Cooper S
- 2009 Mini John Cooper Works
- 2010 Mitsubishi Colt Ralliart
- 1995 Mitsubishi Eclipse GSX
- 2006 Mitsubishi Eclipse GT
- 2003 Mitsubishi Eclipse GTS
- 1998 Mitsubishi FTO GP Version R
- 1997 Mitsubishi GTO
- 2006 Mitsubishi HKS Time Attack Evolution CT230R
- 1999 Mitsubishi Lancer Evolution VI GSR
- 2004 Mitsubishi Lancer Evolution VIII MR
- 2008 Mitsubishi Lancer Evolution X GSR
- 1988 Mitsubishi Starion ESI-R
- 2010 Morgan Aero SuperSports
- 2010 Mosler MT900S
- 2003 Nissan #3 HASEMISPORT ENDLESS Z
- 2008 Nissan #3 YellowHat YMS TOMICA GT-R
- 2003 Nissan #12 CALSONIC SKYLINE
- 2010 Nissan #12 CALSONIC IMPUL GT-R
- 2008 Nissan #23 XANAVI NISMO GT-R
- 2008 Nissan #24 WOODONW ADVAN Clarion GT-R
- 1998 Nissan #32 NISSAN R390 GT1
- 2005 Nissan #46 Dream Cube's ADVAN Z
- 1994 Nissan 240SX SE
- 2010 Nissan 370Z
- 1970 Nissan Datsun 510
- 2003 Nissan Fairlady Z
- 1969 Nissan Fairlady Z 432
- 1994 Nissan Fairlady Z Version S Twin Turbo
- 2010 Nissan GT-R SpecV
- 2011 Nissan Leaf
- 2011 Nissan Micra
- 1993 Nissan Mine's R32 Skyline GT-R
- 2002 Nissan Mine's R34 Skyline GT-R
- 1998 Nissan R390
- 2007 Nissan Sentra SE-R Spec V
- 1992 Nissan Silvia CLUB K's
- 1994 Nissan Silvia K's
- 2000 Nissan Silvia Spec-R
- 1971 Nissan Skyline 2000GT-R
- 2003 Nissan Skyline Coupe 350GT
- 1993 Nissan Skyline GT-R V-Spec
- 1997 Nissan Skyline GT-R V-Spec
- 2002 Nissan Skyline GT-R V-Spec II
- 2000 Nissan Top Secret Silvia D1-Spec S15
- 2009 Nissan Versa SL
- 1969 Oldsmobile Hurst/Olds 442
- 2003 Opel #5 OPC TEAM PHOENIX Astra V8
- 2004 Opel Speedster Turbo
- 2003 Pagani #17 Carsport America Zonda GR
- 1999 Pagani Zonda C12
- 2009 Pagani Zonda Cinque Roadster
- 2010 Pagani Zonda R
- 2003 Panoz #11 JML Team Panoz LMP-01
- 2005 Panoz #51 Panoz Esperante GTLM
- 2005 Panoz Esperante GTLM
- 1993 Peugeot #3 Peugeot Talbot Sport 905 EVO 1C
- 2009 Peugeot #9 Peugeot Sport Total 908
- 2011 Peugeot #10 Matmut-Oreca 908
- 2011 Peugeot 107
- 2004 Peugeot 206 RC
- 2007 Peugeot 207 RC
- 2007 Peugeot 207 Super 2000
- 2011 Peugeot 308 GTI
- 2010 Peugeot RCZ
- 1968 Plymouth Barracuda Formula-S
- 1971 Plymouth Cuda 426 HEMI
- 1969 Pontiac Firebird Trans Am
- 1977 Pontiac Firebird Trans Am
- 1987 Pontiac Firebird Trans Am GTA
- 2002 Pontiac Firebird Trans Am Ram Air
- 1973 Pontiac Firebird Trans Am SD-455
- 2009 Pontiac G8 GXP
- 2006 Pontiac GTO
- 1969 Pontiac GTO The Judge
- 2009 Pontiac Solstice GXP
- 2011 Radical SR8 RX
- 1980 Renault 5 Turbo
- 2007 Renault Clio RS 197
- 2010 Renault Mégane RS 250
- 2003 Renault Sport Clio V6
- 2009 Renault Twingo Renault Sport Cup
- 2010 Rossion Q1
- 2011 RUF Rt 12 S
- 2002 Saab 9-3 Aero
- 2008 Saab 9-3 Turbo X
- 1978 Saab 99 Turbo
- 2003 Saleen #2 Konrad Motorsports S7R
- 2000 Saleen S281
- 2006 Saleen S281 E
- 2008 Saleen S331 Supercab
- 2010 Saleen S5S Raptor
- 2004 Saleen S7
- 2006 Saturn ION Red Line
- 2007 Saturn Sky Red Line
- 2005 Scion tC
- 2009 Scion xD
- 2009 SEAT Ibiza CUPRA
- 2007 SEAT Leon CUPRA
- 2003 SEAT Leon Cupra R
- 2010 SEAT Leon CUPRA R
- 2007 SEAT Leon Supercup
- 1965 Shelby Cobra 427 S/C
- 1965 Shelby Cobra Daytona Coupe
- 1968 Shelby GT-500KR
- 1999 Shelby Series 1
- 2010 Spada Vetture Sport Codatronca TS
- 2010 Spyker C8 Laviolette LM85
- 2010 SSC Ultimate Aero
- 2003 Subaru Cusco #77 Subaru Advan Impreza
- 1998 Subaru 22B STi
- 2006 Subaru Impreza S204
- 2004 Subaru Impreza WRX STi
- 2005 Subaru Impreza WRX STi
- 2008 Subaru Impreza WRX STI
- 2005 Subaru Legacy B4 2.0 GT
- 2010 Subaru Legacy B4 2.5 GT
- 2002 Suzuki Liana GLX
- 2011 Suzuki SX4 Sportback
- 1999 Toyota #3 Toyota Motorsports GT-ONE TS020
- 2005 Toyota #6 EXXON Superfluo Supra
- 1969 Toyota 2000GT
- 2004 Toyota Altezza RS200
- 2011 Toyota Aygo
- 1992 Toyota Celica GT-Four RC ST185
- 1994 Toyota Celica GT-Four ST205
- 2003 Toyota Celica SS-I
- 1984 Toyota Celica Supra
- 2002 Toyota MR-S
- 1995 Toyota MR2 GT
- 1989 Toyota MR2 SC
- 2011 Toyota Prius
- 2002 Toyota Soarer 430 SCV
- 1985 Toyota Sprinter Trueno GT Apex
- 1992 Toyota Supra 2.0 GT Twin Turbo
- 1998 Toyota Supra RZ
- 2002 Toyota Top Secret 0-300 Supra
- 2008 Toyota Yaris S
- 1998 TVR Cerbera Speed 12
- 2005 TVR Sagaris
- 2001 TVR Tuscan S
- 2011 Vauxhall Agila
- 2006 Vauxhall Astra VXR
- 2009 Vauxhall Corsa VXR
- 2010 Vauxhall Insignia VXR
- 2005 Vauxhall Monaro VXR
- 2004 Vauxhall VX220 Turbo
- 2004 Volkswagen Beetle
- 2006 Volkswagen Golf GTi
- 1992 Volkswagen Golf GTi 16v Mk2
- 2010 Volkswagen Golf GTI Mk6
- 2010 Volkswagen Golf R
- 2003 Volkswagen Golf R32
- 1998 Volkswagen GTI VR6 Mk3
- 2003 Volkswagen Bora VR6
- 1995 Volkswagen Corrado VR6
- 2011 Volkswagen Fox
- 1984 Volkswagen Rabbit GTI
- 2009 Volkswagen Scirocco GT
- 2008 Volkswagen Touareg R50
- 1983 Volvo 242 Turbo Evolution
- 2009 Volvo C30 R-Design
- 2004 Volvo S60 R
- 2011 Volvo S60 R-Design
- 2010 Wiesmann GT MF5

### Veicoli disponibili solo in Autovista
- 1931 Bentley 8 Litre
- 2554 AMG Transport Dynamics M12 Warthog FAV

## DLC

### Pre-Order/Launch Bonus Car Pack
- 2011 Alfa Romeo Giulietta Quadrifoglio Verde
- 2011 BMW 1 Series M Coupé
- 2011 Honda CR-Z EX
- 2011 Mini John Cooper Works Clubman
- 2011 Subaru WRX STI

### VIP Car Pack
- 2011 Bugatti Veyron Super Sport
- 2011 Ferrari 458 Challenge
- 2011 Lamborghini Gallardo LP 570-4 Superleggera
- 2010 Noble M600
- RUF Rt 12 R

### Ship Bonus Car Pack
- 1965 Ford Mustang GT Coupe
- 2011 Koenigsegg Agera
- 1997 Lexus SC300
- 2011 RUF RGT-8
- 2011 Tesla Roadster Sport

### BMW Art Car Pack
- 1981 BMW M1 Design Challenge
- 2008 BMW M3 E92 Design Challenge
- 2012 BMW M5 F10 Design Challenge
- 2010 BMW M6 Coupe Design Challenge
- 2008 BMW Z4 M Coupé Design Challenge

### BMW M5 Fan Pack
- 2012 BMW M5 F10

### American Musle Car Pack
- 1970 Buick GSX
- 1966 Chevrolet Nova SS
- 1970 Dodge Coronet Super Bee
- 1967 Dodge Coronet W023
- 1968 Dodge Dart Hemi Super Stock
- 1964 Ford Fairlane Thunderbolt
- 1969 Shelby GT500 428CJ
- 1968 Pontiac Firebird
- 1965 Pontiac GTO
- 1971 Plymouth GTX 426 Hemi

### November Speed Pack
- 2012 Aston Martin Virage
- 2011 Audi #2 Audi Sport Team Joest R15++ TDI
- 2011 Audi RS3 Sportback
- 1957 Chevrolet Bel Air
- 2012 Dodge Charger SRT8
- 2011 Ferrari #62 Risi Competizione F458 Italia
- 2013 Ford Focus ST
- 1992 GMC Typhoon
- 2012 Lamborghini Aventador LP700-4
- 2011 Volkswagen Scirocco R

### December IGN Pack
- 1986 Alfa Romeo Spider Quadrifoglio Verde
- 1967 Chevrolet Chevelle SS 396
- 1977 Ford Escort RS1800
- 2011 Ford F-150 SVT Raptor
- 1957 Maserati 300 S
- 2010 Maserati Gran Turismo MC GT4
- 2011 Mazda RX-8 R3
- 1988 Pontiac Fiero GT
- 2011 Suzuki #1 Monster Sport SX4 Hill Climb Special
- 1981 Volkswagen Scirocco S

### January Jalopnik Pack
- 1970 Alfa Romeo Montreal
- 2011 Audi RS 5
- 1996 Chevrolet Impala SS
- 1986 Dodge Shelby Omni GLHS
- 2000 Fiat Coupe 2.0 20V Turbo
- 1973 Ford Pinto
- 2011 Honda #33 Level 5 Motorsports Lola
- 2012 Honda Civic Si Coupe
- 2011 Lamborghini #08 West Yokohama Gallardo LP560-4
- 2012 Pagani Huayra

### Hyundai Veloster Bonus Pack
- 2011 Hyundai #67 Rhys Millen Racing Veloster
- 2013 Hyundai Veloster Turbo

### February American Le Mans Series Pack
- 1992 Alfa Romeo 155 Q4
- 2011 Audi #2 Audi Sport North America R18 TDI
- 1986 Audi #2 Audi Sport quattro S1
- 2011 Bentley Platinum Motorsports Continental GT
- 2010 Dodge Quinton "Rampage" Jackson Challenger SRT8
- 1995 Ford Mustang Cobra R
- 2011 Holden HSV GTS
- 1991 Mazda #55 Mazdaspeed 787B
- 2011 Panoz #050 Panoz Racing Abruzzi
- 2011 Volkswagen Polo GTI

### March Pirelli Car Pack
- 1986 Alfa Romeo GTV-6
- 2011 Aston Martin V12 Zagato (Villa d'Este)
- 1995 BMW 850CSi
- 1969 Chevrolet Corvair Monza
- 1969 Chevrolet Nova SS 396
- 1971 Ferrari #2 Ferrari Automobili 312 P
- 1966 Ford Country Squire
- 2010 Renault Clio RS
- 2012 Ultima GTR
- 2011 Wiesmann GT MF5

### April Alpinestars Pack
- 2011 Aston Martin #009 Aston Martin Racing AMR One
- 1995 BMW M5
- 1959 Cadillac Eldorado Biarritz Convertible
- 2012 Jaguar XKR-S
- 2011 Maserati Quattroporte Sport GT S
- 1985 Mazda RX-7 GSL-SE
- 2011 Mercedes-Benz #35 Black Falcon SLS AMG GT3
- 1972 Mercedes-Benz 300 SEL 6.3
- 2012 Scion tC
- 1997 Volvo 850 R

### May Top Gear Pack
- 1977 AMC Pacer X
- 1977 Austin-Healey 3000 MkIII
- 2012 Chrysler 300 SRT8
- 2011 Ford Transit SuperSportVan
- 2012 Hennessey Venom GT
- 2012 Jeep Wrangler Rubicon
- 1966 Lotus Cortina
- 1992 Mitsubishi Galant VR-4
- 2010 Smart fortwo
- 1990 Subaru Legacy RS

### June Meguiar's Car Pack
- 2011 Aston Martin Cygnet
- 2011 BMW 507
- 2011 Chevrolet #4 Corvette Racing ZR1
- 1940 Ford De Luxe Coupe
- 1997 Maserati Ghibli Cup
- 2012 Mercedes-Benz C63 AMG Black Series
- 1958 MG MGA Twin-Cam
- 1987 RUF CTR Yellowbird
- 1992 Toyota Celica GT-Four RC ST185
- 1963 Volkswagen Beetle

### SRT Viper Bonus Pack
- 2013 SRT Viper GTS

### July Car Pack
- 1973 AMC Gremlin X
- 2012 Ascari KZ1R
- 1998 Aston Martin V8 Vantage V600
- 1952 Hudson Hornet
- 1954 Jaguar XK120 SE
- 1956 Lotus Eleven
- 2011 McLaren #59 GT MP4-12C GT3
- 2012 Mercedes-Benz SLK55 AMG
- 1995 RUF CTR2
- 2012 Spyker Aileron

### August Playseat Car Pack
- 2003 Aston Martin DB7 Zagato
- 2012 Chevrolet Camaro ZL1
- 2013 Ford Mustang Boss 302
- 2013 Hyundai Genesis Coupe 3.8 Track
- 2013 Lexus GS350 F Sport
- 1962 Lincoln Continental
- 1989 Mercedes-Benz #63 Sauber-Mercedes C 9
- 1984 Peugeto 205 T16
- 2013 Scion FR-S
- 1962 Triumph TR3B

### September Pennzoil Car Pack
- 1968 Alfa Romeo 33 Stradale
- 1960 Aston Martin DB4 GT Zagato
- 1958 Austin-Healey Sprite MkI
- 1953 Chevrolet Corvette
- 2011 Citroen DS4
- 1983 GMC Vandura G-1500
- 1955 Mercedes-Benz 300 SLR
- 1966 MG MGB GT
- 2013 Viper #91 SRT Motorsport GTS-R Forza Motorsport
- 2013 Viper #93 SRT Motorsport GTS-R Pennzoil
- 1967 Volkswagen Karmann Ghia

### Horizon Promotional Add-On
- 2012 Dodge Challenger SRT8 392 Forza Horizon

### Benchmark High Speed Ring Pack
Include un nuovo tracciato con 16 layout disponibili

### Top Gear Soccer Field
Include la modalità multigiocatore soccer tra auto e due nuovi layout del circuito Top Gear

### Porsche Expansion
- 2008 Porsche #16 Dyson Racing RS Spyder Evo
- 2008 Porsche #7 Penske Racing RS Spyder Evo
- 2005 Porsche #31 Petersen-White Lightning 911 GT3-RSR
- 2007 Porsche #80 Flying Lizard 911 GT3-RSR
- 2011 Porsche #17 Team Falken 911 GT3-RSR
- 2011 Porsche #45 Flying Lizard 911 GT3-RSR
- 2005 Porsche #66 AXA Racing 911 GT3 Cup
- 2008 Porsche #2 Gruppe Orange Racing 911 GT3 Cup
- 2011 Porsche #23 Alex Job Racing 911 GT3 Cup
- 2011 Porsche #54 Black Swan Racing 911 GT3 Cup
- 1955 Porsche 550 Spyder
- 1973 Porsche 911 Carrera RS
- 1982 Porsche 911 Turbo 3.3
- 1995 Porsche 911 GT2
- 2012 Porsche 911 GT2 RS
- 2004 Porsche 911 GT3
- 2007 Porsche 911 GT3
- 2007 Porsche 911 GT3 RS
- 2007 Porsche 911 Turbo
- 2010 Porsche 911 Sport Classic
- 1970 Porsche 914/6
- 1987 Porsche 959
- 1989 Porsche 944 Turbo
- 1987 Porsche #17 Racing Porsche AG 962c
- 1998 Porsche #26 Porsche AG 911 GT1-98
- 2010 Porsche Boxster S
- 2003 Porsche Carrera GT
- 2012 Porsche Cayenne Turbo
- 2012 Porsche Cayman R
- 2010 Porsche Panamera Turbo

## Controllo CIV
Il C.I.V. (Content Integrity Verification), è una nuova protezione Microsoft in grado di rilevare la presenza di un backup nella console. Questo controllo avviene in maniera casuale, cioè, se si gioca ad un backup, può accadere che dopo alcuni minuti o ore compaia una schermata che avvisa che si sta giocando ad una copia e non ad un gioco originale, con conseguente flag della console e quindi un successivo Ban per il Live. Il controllo agisce misurando la grandezza del disco. Il nuovo formato Xgd3 è più capiente rispetto ad un normale DVD DL, dunque il backup risulta di grandezza inferiore, e questo fa sì che la protezione riconosca l'identità del disco.
Tuttavia il controllo è stato recentemente raggirato con la realizzazione di un firmware modificato, appositamente creato per alcuni masterizzatori, che permette la realizzazione di copie di backup complete senza perdite di dati.

## Limited Collector's Edition
Oltre alla versione standard del gioco è stata resa disponibile anche una Collector's Edition in tiratura limitata, la quale oltre al gioco include:
VIP Car Pack:
- Bugatti Veyron Super Sport del 2011
- Ferrari 458 Challenge del 2011
- Lamborghini Gallardo LP570-4 Superleggera del 2011
- Noble M600 del 2010
- RUF Rt 12 R del 2011

Il car pack "Launch Bonus":
- Ford Mustang GT Coupé del 1965
- Koenigsegg Agera del 2011
- Lexus SC300 del 1997
- RUF RGT-8 del 2011
- Tesla Roadster Sport del 2011
- Alfa Romeo Giulietta Quadrifoglio Verde del 2011

Inoltre sono presenti:
- Un car pack di 10 auto americane supplementari.
- BMW appositamente progettate in occasione del "Forza Motorsport 4" BMW Design Challenge
- Lo status VIP Membership all'interno della community Forza, che include un riconoscimento speciale in nuove funzioni della community, classifiche, ForzaMotorsport.net e tanto altro
- Dischi di gioco, manuale e codici bonus (elencati sopra) contenuti in una custodia "steelbox"
- Un volume di 96 pagine "Cars of Forza Motorsport 4 Presented by Top Gear", scritto dal team di "Top Gear", che descrive le auto del gioco dalla prospettiva Autovista e mostra immagini tratte dal gioco e dalla galleria di foto Top Gear
- Un set di adesivi in vinile con i logo di "Forza Motorsport 4", "Top Gear" e Turn 10